# Berkholz-Meyenburg
Berkholz-Meyenburg er en lille kommune i den sydvestlige del af landkreis Uckermark i den tyske delstat Brandenburg. Den er en del af Amt Oder-Welse og har administration i Pinnow.
Kommunen Berkholz-Meyenburg ligger i den østlige del af amtet, og grænser mod vest til Pinnow og mod øst og nord til industribyen Schwedt. Mod syd støder den op til Nationalpark Nedre Odertal og kanalen Hohensaaten-Friedrichsthaler-Wasserstraße.